# Cima Pisciadù
La Cima Pisciadù (2985 m s.l.m. - detta anche Cima Pissadù; in ladino Piz Pisciadù; in tedesco Pisciadùspitze) è una montagna del Gruppo del Sella nelle Dolomiti. Si trova in provincia di Bolzano (Trentino-Alto Adige).
Ai piedi della montagna sorge il Rifugio Cavazza al Pisciadù.